# Arboreto y parque estatal Dinosaurio
El arboreto y parque estatal Dinosaurio en inglés: Dinosaur State Park and Arboretum) es un parque con un museo de huellas de dinosaurios, arboreto y jardín botánico de 25 hectáreas de extensión, en Rocky Hill, Connecticut.
Tiene una de los más grandes yacimientos de huellas de dinosaurios de los existentes en América del Norte, con pistas fósiles en piedra arenisca de principios del Jurásico de hace unos 200 millones de años.
Ha sido designado en abril de 1968 Hito natural nacional (National Natural Landmark).
Esta arboreto y jardín botánico centra su interés en las plantas leñosas de las familias de angiospermas del Cretácico y en las plantas de la región.

## Localización

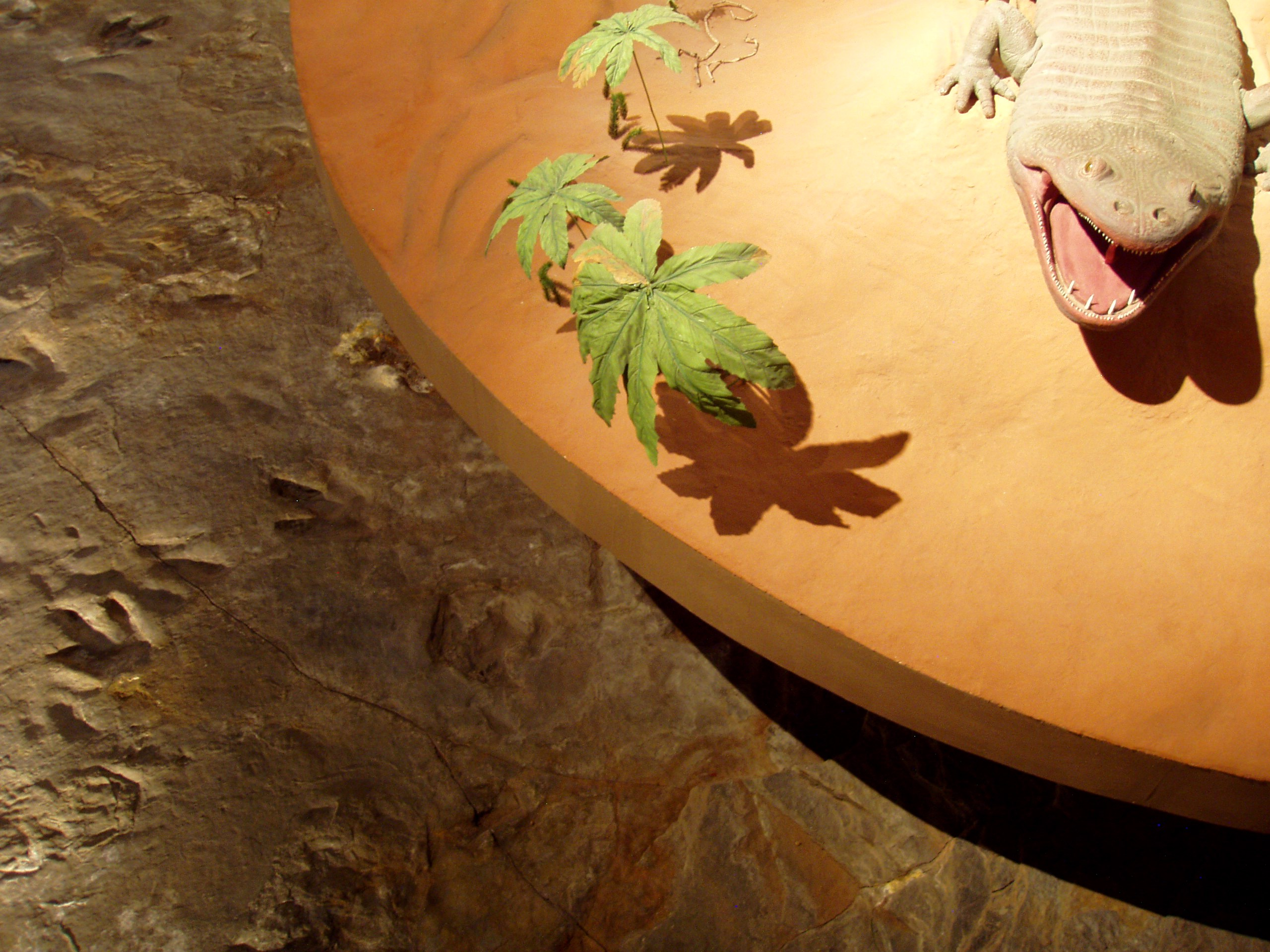
Detalle del interior.

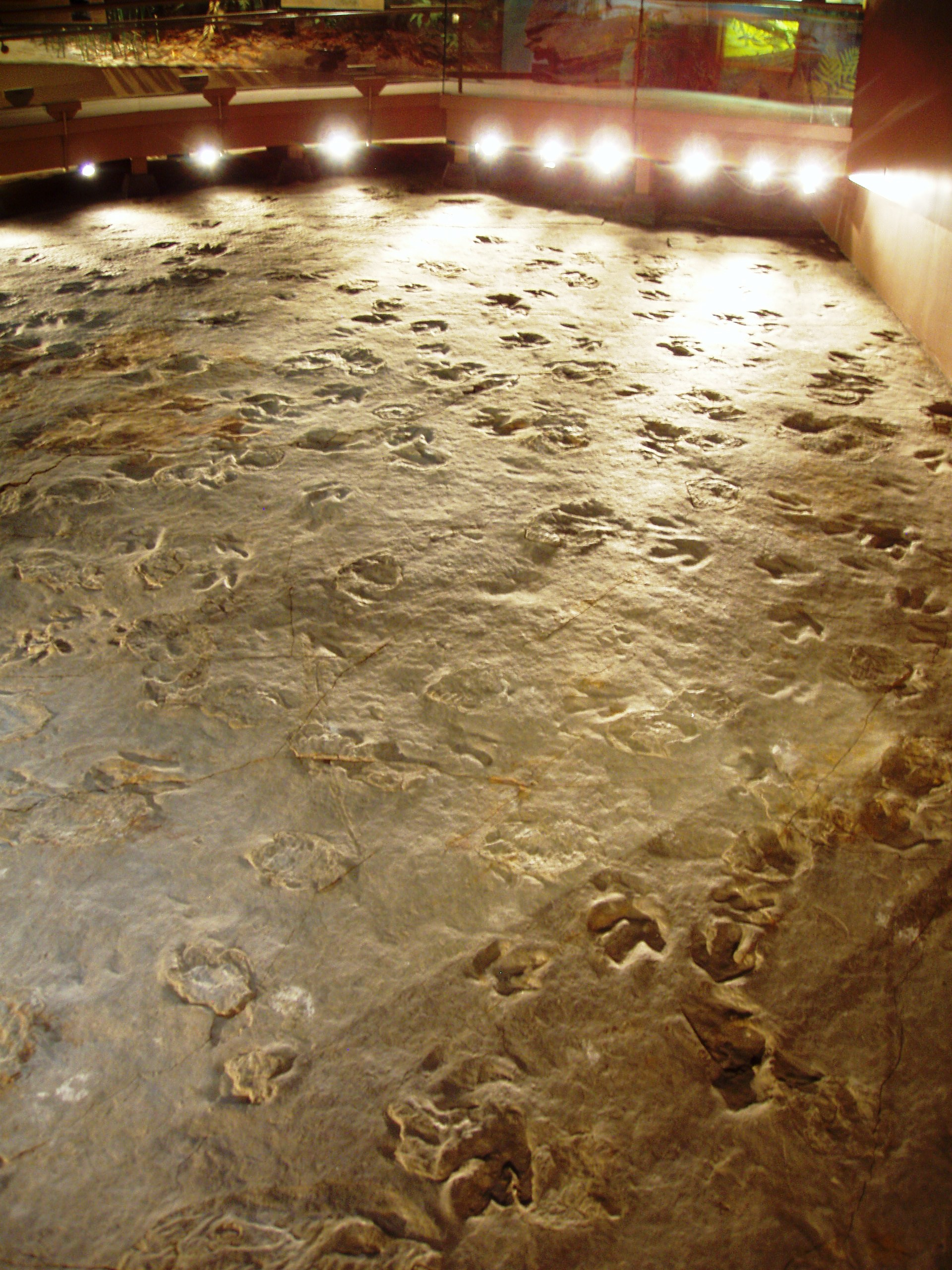
Huellas de Eubrontes.

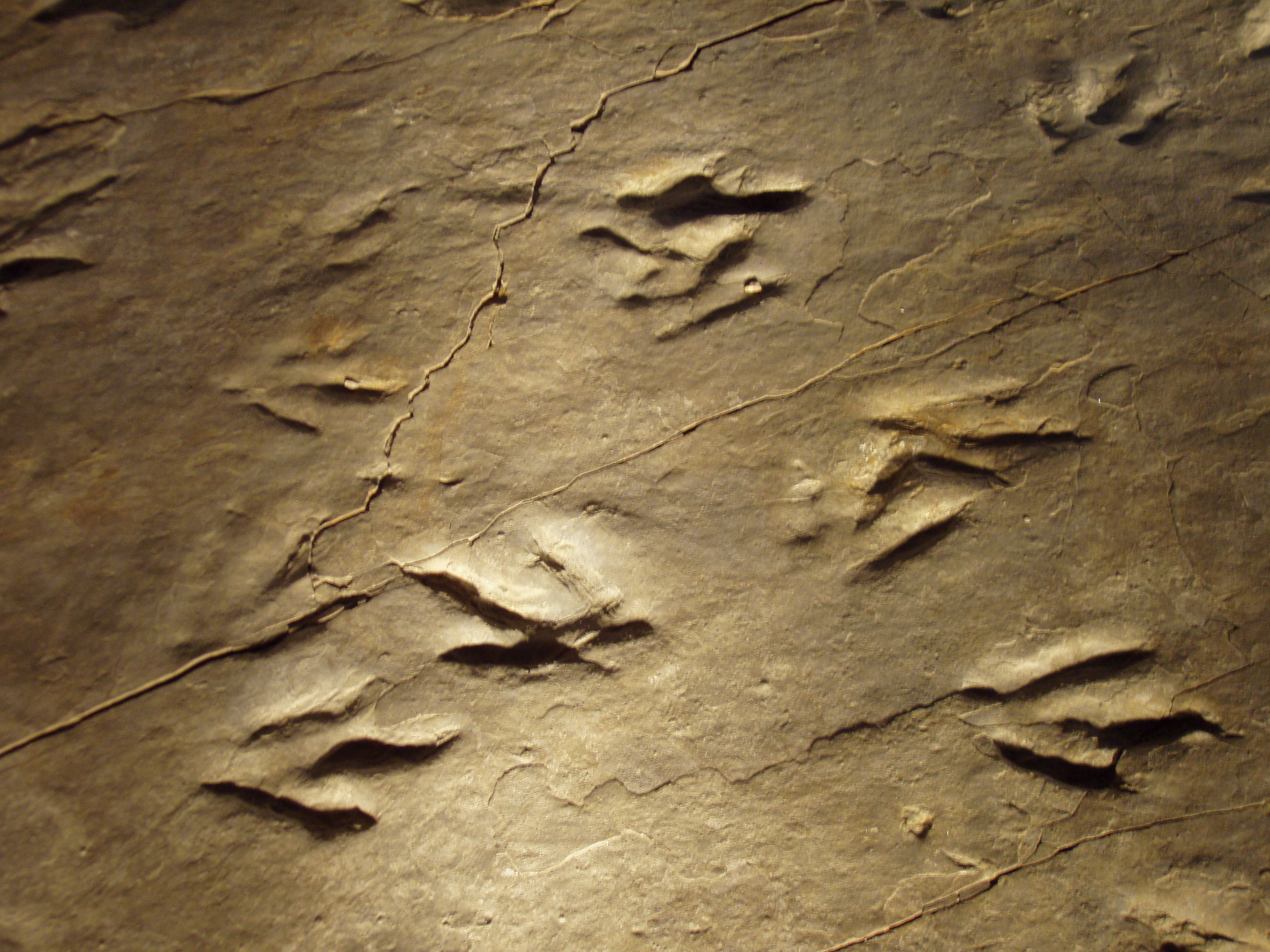
Enfoque en las huellas de Eubrontes.

El conjunto se ubica a unos 20 minutos al sur de Hartford.
Dinosaur State Park and Arboretum 400 West Street, Rocky Hill, Hartford County, Connecticut CT 06106-5127, United States of America-Estados Unidos de América.
Se encuentra abierto y accesible al público todos los días del año.

## Historia
En el "Connecticut Valley" se han producido numerosos descubrimientos de fósiles, algunos que datan del periodo Jurásico. Los especímenes descubiertos en las canteras de piedra rojiza durante el siglo XIX se encuentran en las colecciones de museos de todo el mundo. Se hizo historia en 1966 cuando cientos de huellas de dinosaurios fueron descubiertas en Rocky Hill por un tabajador de excavadora que estaba excavando para una nueva construcción del Estado. El sitio se convirtió en el "Dinosaur State Park", que se convirtió en un monumento nacional registrado ("U.S. National Natural Landmark") en 1968.

## Huellas de dinosaurios
El "Dinosaur State Park" es uno de los mayores yacimientos de huellas de dinosaurios en América del Norte. Las pistas son del periodo Jurásico temprano y se hicieron hace más de 200 millones años por un dinosaurio carnívoro similar al Dilophosaurus. En la actualidad, hay500 pistas que están encerradas dentro de una Cúpula geodésica con una extensión de 55,000 pies² (5,100 m²; los restantes 1.500 siguen enterradas para su conservación. Las pistas en el lugar del parque fueron causadas por Eubrontes, nombrado por Edward Hitchcock, estudiante pionero de pistas fósiles y uno de los primeros geólogos de Estados Unidos. El rango de las pistas es de 10 a 16 pulgadas (410 mm) en longitud y están espaciados de 3.5 a 4.5 pies (1.4 m). El centro de la exposición también incluye placas de roca con otras pistas fósiles del "Connecticut Valley", incluyendo pistas de huellas de grandes cuatro dedos de Otozoum con impresiones de piel muy visibles.
Además de las pistas, las cúpulas albergan dioramas a tamaño natural que representan los periodos Triásico y Jurásico, completos con las plantas, criaturas comunes, e incluyendo el mencionado Dilophosaurus. También hay varias pantallas interactivas, una reconstrucción de una base geológica, y aspectos destacados del descubrimiento de las huellas, así como una sala de exposiciones con lagartos, cucarachas gigantes de Madagascar y de trabajos de artesanía sobre dinosaurios.

## Arboreto
El objetivo del arboreto es reunir la mayor cantidad de representantes de familias de plantas de la Era Mesozoica como sea posible en el sitio. Actualmente contiene más de dos millas (3 km) de senderos naturales con más de 250 especies y variedades de coníferas, además de las colecciones de arborvitae, chamaecyparis, ginkgo, juniperos, katsura, pinos, y magnolias. Algunas de las especies más raras de la colección del jardín botánico incluyen la magnolia de hojas perennes y araucaria. Plantaciones recientes se han centrado en las plantas leñosas de las familias de angiospermas del Cretácico.

## Eventos y actividades
Durante la celebración de El Día de Dinosaur State Park, que por lo general se lleva a cabo cada año en agosto, casi 2.000 visitantes acuden al parque estatal para participar en los juegos, experimentar con la manufactura de las artesanías, y escuchar música en vivo, mientras que así mismo se visitan las exposiciones permanentes tanto del interior como las existentes al aire libre del parque. Eventos y premios están financiados por la sociación "Friends of Dinosaur Park and Arboretum", así como otros 25 patrocinadores tal como el restaurante "Subway", Starbucks y Big Y.
En el auditorio del arboreto se exhiben películas educativas los fines de semana en un horario rotativo. Otras actividades incluyen programas educativos centrados en las visitas guiadas de las sendas de huellas y conferencias. Durante los meses de verano, los visitantes pueden crear su propia pista de huellas en el área de pruebas de la senda.

## Horarios y admisión
Los terrenos del parque están abiertos todos los días desde 9 a. m. a 4:30 p. m. Las sendas de huellas cierran a las 4:00 p. m. El centro de exposiciones abre a las 9 a. m. – 4:30 p. m. de martes a domingo (cerrado los lunes, Día de Acción de Gracias, Navidad y Año Nuevo). El costo es de $6 para adultos y adolescentes (mayores de 13 años); $2 para los niños mayores (entre 6 y 12 años); y gratis para niños de cinco años o menores.